# Weinmannia baccariniana
Weinmannia baccariniana là một loài thực vật có hoa trong họ Cunoniaceae. Loài này được Pamp. miêu tả khoa học đầu tiên năm 1905.